# Parsons (Kansas)
Parsons és una població dels Estats Units a l'estat de Kansas. Segons el cens del 2010 tenia 10.500 habitants, i segons el cens del 2000, Parsons tenia 11.514 habitants, 4.738 habitatges, i 2.909 famílies. La densitat de població era de 429,1 habitants/km².

## Poblacions més properes
El següent diagrama mostra les poblacions més properes.